# Потийский морской порт
Морской порт Поти (груз. ფოთის საზღვაო ნავსადგური, потис сазгвао навсадгури) — морской порт грузинского города Поти (крупнейший порт восточной части Чёрного моря), располагающийся в устье реки Риони. 
Является ключевой точкой транскавказского коридора и программы ТРАСЕКА, включающей в себя румынский порт Констанца и болгарский порт Варна, сотрудничающей со странами Каспийского региона и Центральной Азии.
Код UN/LOCODE — GEPTI.

## История
Строительство порта в Поти началось в 1828 году, после присоединения города к Российской империи. Статус порта городу был присвоен в 1858 году. Однако, порт был построен только в 1899—1907 годах при градоначальнике Нико Николадзе. 
Порт несколько раз перестраивался, в том числе на средства Правительства Нидерландов и Европейского Союза. 
В 2007 году оборот порта составил 7,7 млн тонн, суммарный объём перевозимого груза — 185 тыс. TEU.
С апреля 2008 года компания RAKIA, представленная своим грузинским филиалом «RAKIA Georgia Free Industrial Zone LLC», занялась обустройством терминала. 15 апреля 2008 года зона была открыта свободная промышленная зона.
В январе 2022 года рядом с существующем портом был открыт новый морской порт пропускной способностью 3 миллиона тонн.
В 2024 году, для увеличения грузопотока по Транскаспийскому маршруту, Казахстаном и Грузией совместно начато строительство современного мультимодального портового контейнерного терминала. Казахстан и Грузия выделили на строительство по 15 млн. долларов США. Проектирование терминала, технический контроль и строительство осуществила компания Азербайджана «INNOPRO».
9 июня 2025 года терминал введён в эксплуатацию. Терминал рассчитан на приёмку 5 контейнерных поездов в день. Мощность терминала на первом этапе составит 80 тыс. TEU/год, на последующем — 200 тыс. TEU/год. Действуют два портальных крана мощностью разгрузки до 50 контейнеров в час. Одновременно терминал способен разгружать 120 вагонов.

## Приватизация
В апреле 2008 года 51 % акций порта был продан компании RAKIA, принадлежавшей эмирату Рас-эль-Хайма. 
В 2009 году компания RAKIA UAE приобрела оставшиеся 49 % акций порта, но в связи с долговым кризисом в Дубае в 2009 году шейх Сауд ибн Сакр аль-Касими в октябре 2010 года продал основную часть активов за границу и решил сконцентрироваться на внутренних приоритетах, чему способствовала отчасти кончина его отца Сакра ибн Мухаммада аль-Касими. 
В апреле 2011 года 80 % порта были проданы компании APM Terminals, дочернему предприятию датской компании Moller-Maersk. 8 сентября 2011 года ещё 15 % акций во владении RAKIA Georgia FIZ переданы грузинскому бизнесмену Геле Микадзе, который стал партнёром FIZ. Микадзе владеет этой долей благодаря компании Manline Projects LLP.